# 화창군 묘
화창군 묘는 대한민국 경기도 의정부시 금오동에 있다. 1986년 3월 14일 의정부시의 향토문화재 제10호로 지정되었다.

## 개요
화창군은 인성군의 제3자 해원군의 아들이니 선조의 증손이 된다. 인조 18년(1640)에 출생하여 47세의 일기를 마쳤다. 현재 분묘가 많이 훼손되어 있고 특히, 묘역을 보호하는 담장은 완전히 파손되었다. 묘비는 잘 보존되어 있어, 有明朝鮮王曾孫花昌君 諱沇之墓 君夫人光山盧氏부좌 라는 삼행의 음각명이 뚜렷하다. 뒷면에는 崇禎紀元後再戊午十月日立 이라 하였으니 1738년이 된다. 화창군이 하세하고 난 50여년 후 건립한 것으로 추측된다. 장방형의 대석에는 측면에 연주문 기둥이 우주 대신 음각되었고, 중간에도 3주가 모각되어 있다. 또한 상면의 비좌에는 복연이 조식되었는데 판내에 고사리문 등의 장식이 있다. 이들 문양은 연대가 뚜렷하여 조선시대 조각사 연구의 귀중한 자료가 된다. 묘비의 높이는 131cm, 폭 59.5cm, 두께 21.5cm이다. 비명중에 장지를 이라 하였으니, 260여년 전 이곳의 지명임을 알 수 있다. 다른 석물은 없고, 봉분은 높이 2m, 둘레는 17.4m이다.